# 다이너모 이론

지구 자기장을 형성하는 다이너모 이론에 관한 일러스트: 지구 외핵 내부에서 대류 흐름은, 내핵에서 발생하는 열로 인하여 일어나며, 코리올리 힘에 의해 여러 구역에 걸쳐 회전하는 형태로 일어나며, 순환 전류를 만들어 자기장을 형성한다.

다이너모 이론은 물리학 용어로, 지구나 항성과 같은 천체들이 자기장을 형성하는 메커니즘을 설명하는 이론이다. 이 이론은 회전, 대류 및 전기 전도성 유체를 통하여 어떻게 천문학적 시간에 걸쳐 자기장을 유지할 수 있는지를 설명한다.
현재 다이너모 이론은 다른 행성의 자기장 뿐만이 아니라 지구 자기장의 원인을 가장 잘 설명해주는 이론으로 여겨지고 있다.

## 역사
윌리엄 길버트는 1600년에 de Magnete 라는 책을 출간하여, 지구는 자성을 가진다고 주장하였으며 이러한 지구의 자성에 관해 일반 자석과 같이 지구 내부에 들어있는 영구 자석이 그 원인일 것이라는 최초의 가설을 제시했다. 1919년에, 조지프 라모어가 다이너모(발전기)가 자기장을 만들 것이라는 가설을 제안하였으나,  그가 이후에도 계속 그의 가설을 발전시켰음에도 불구하고 몇몇의 저명한 과학자들이 다른 설명을 내 놓았다. 그 중 한 명이었던 아인슈타인은 지구 자기장이 지구 전체에 의하여 형성된다고 생각하여, 전자와 양성자의 전하 사이에 비대칭성이 존재할 것이라고 믿었고, 또 다른 사람이었던 노벨상 수상자 패트릭 블래킷은 각운동량과 자기 모멘트 사이의 관계를 찾는 실험을 실시하였으나 아무것도 찾지 못했다.
다이너모 이론의 아버지로 여겨지고 있는 윌터 M. 엘사서는 지구의 자기장이 외핵의 유체에 의하여 유도된 전류에 의해 발생한다고 제안하였다. 그는 이로서 암석의 자성 방향성 연구를 개척하고, 지구 자기장의 역사를 밝히는데 공헌하였다.
20,000년 동안 쌍극자장에서 발생된 것으로 추정되는 저항 감쇠에 대해 자기장을 유지하려면 외핵에서는 반드시 대류가 일어나야 한다. 이 대류는 열이나 조성의 복합 작용으로 인한 대류일 가능성이 높다. 맨틀은 열이 핵에서 추출되는 빠르기를 제어하는데, 이 때의 열원은 핵의 압축에 의해 방출되는 중력 에너지나, 내핵 경계에서 황, 산소 또는 실리콘 등으로 추정되는 가벼운 원소들의 영역이 성장함에 따라 방출되는 중력 에너지, 내핵 경계에서 일어나는 결정화에 의한 잠열, 칼륨과 우라늄 및 토륨의 방사능이다.
현재는 지구 자기장의 수치적 모델은 성공적으로 증명되지는 않은 상태이지만, 어느 정도의 범위에 도달한 것으로 보인다. 초기 모델은 행성 외핵의 대류에 의한 자기장 형성에 초점을 맞추고 있는데, 이는 균일한 핵 표면 온도와 핵이 예외적으로 높은 점도를 가진다고 가정할 때만 강하고 지구 자기장과 유사한 자기장의 형성이 생성됨을 보일 수 있다. 실제값을 이용한 계산에서는 지구 자기장과 닮지 않은 자기장을 형성하는 것으로 나타나지만, 보다 정교한 분석 모델로서 이어지는 길을 가리키고 있다. 수 밀리 켈빈의 범위에서 일어나는 핵 표면 온도의 미세한 변화는 대류의 증가를 가져오고, 더 실제와 비슷한 자기장을 형성한다.

## 정의
다이너모 이론은 회전 및 대류하고, 전기 전도성이 있는 유체가 어떻게 자기장을 유지하는지 설명한다. 이 이론은 천체물리학적에서 비정상적으로 장기간에 걸쳐 남아있는 자기장의 존재를 설명하기 위해 사용된다. 지오다이너모 내의 전도성 유체는 외핵 내부에 존재하는 액체 상태의 철이며, 솔라다이너모에서는 타코클라인에서 이온화된 기체이다. 천체물리학 방면의 다이너모 이론에서는 유체가 어떻게 자기장을 지속적으로 형성하는지를 조사하기 위해 자기 유체 역학 방정식을 사용한다.

한 때에는 지구 자기장의 대부분을 구성하고 자전축으로부터 11.3도 정도 기울어진 자기 쌍극자가 지구 내부 물질의 영구적인 자화에 의해 발생했다고 믿어져 다이너모 이론이 태양 자기장의 영향에 의한 지구 자기장을 설명하는데 사용되었으나, 1919년에 조지프 라모어가 제안했던 초기의 가설은 자기 세속적 변화, 자극 역전을 포함하는 고지 자기장, 지진학 및 태양계의 풍부한 원소들에 대해 광범위하게 이루어진 연구들로 인해 수정되었다. 또한 카를 프리드리히 가우스의 이론을 지구 자기장의 관측에 적용해본 결과, 지구 자기장은 외부에서 영향을 받지 아니하고 오직 내부에서만 영향을 받는 것으로 나타났다.
다이너모 이론이 동작하기 위해서는 3가지의 필수 요소들이 필요하며, 이들은 다음과 같다.
- 전기 전도성을 가진 유체 매개체
- 행성 자전에 의해 발생하는 운동 에너지
- 유체 내부에서 대류를 유도하는 내부 에너지원[9]

지구의 경우, 자기장은 외핵에서 일어나는 액체 상태의 철의 대류에 의해 유도되며 지속적으로 유지된다. 이 자기장 유도에 필요한 조건은 회전하는 유체로, 이는 지구의 자전으로 인한 코리올리 힘에 의해 일어나는 외핵의 회전 운동에 의해 제공된다. 코리올리 힘은 회전축과 정렬된 기둥(테일러 기둥 참조)에 유체 운동과 전류를 형성하는 경향이 있다.
자기장의 유도 및 생성은 다음의 유도 방정식에 의해 설명된다.
{\displaystyle }
여기서 u는 속도, B는 자기장, t 는 시간, {\displaystyle }은 전기전도성 {\displaystyle }과 투과성 {\displaystyle }

### 다이너모를 유지하는 조력성 열
천체의 궤도를 도는 물체 사이에는 조력이 작용하는데, 이 조력이 마찰을 일으켜 그 물체의 내부를 가열한다. 이는 조력성 열이라고 알려져 있으며, 내부의 물질이 액체 상태를 유지하는 데 큰 영향력을 끼친다. 다이너모를 생성하려면 전기 전도성을 가진 액체 물질로 구성된 내핵이 필요하다. 토성의 엔셀라두스 및 목성의 이오는 내핵을 액화시키기에 충분한 조력성 열을 가지고 있으나 내핵의 물질이 전기 전도성을 가지고 있지 않기 때문에 다이너모를 형성하지는 못하고, 수성은 작은 크기에도 불구하고 고도의 타원형 궤도로 인한 마찰에 의해 생성되는 전기 전도성 액체 내핵과 철분 구성을 가지고 있기 때문에 자기장을 가지고 있다. 한 때 달의 암석이 자성을 가진다는 정보에 근거하여 달도 자기장을 가진다는 이론이 등장한 적이 있었다. 지구의 공전과 자전은 액체 상태의 핵을 제공하고 다이너모의 동작을 지원하는 운동 에너지를 보충하는데 많은 도움이 된다.

## 운동학적 다이너모 이론
운동학적 다이너모 이론에서는 속도장이 동적 변수가 아닌 정적 변수로 사용된다. 이 방법은 완전한 비선형 무질서적 다이너모의 시간 변수의 거동을 설명할 수는 없지만 흐름의 구조와 그 속도에 따라 자기장의 세기가 어떻게 변하는지 연구하는데 유용하다.
맥스웰의 방정식을 옴의 법칙과 동시에 사용하면 기본적으로 자기장이 속도장으로부터 독립적이라고 가정할 때만 가능한 자기장에 대한 선형 고유치 방정식(B)를 유도할 수 있다. 그 중 하나는 자성 레이놀즈 수의 임계값에 도달하는데, 이 값을 초과하면 유체의 흐름은 과한 자기장을 증폭하기에 충분하게 되며, 그 아래에서는 자기장이 붕괴되게 된다.
운동학적 다이너모 이론의 가장 기능적인 특징은 속도장이 다이너모 동작을 할 수 있는지의 여부를 시험하는데 사용할 수 있다는 것이다. 작은 자기장에 특정 속도장을 적용함으로서 적용된 흐름에 따라 자기장이 증가하는 경향의 유무를 관찰을 통해 결정할 수 있다. 자기장이 증가하는 경우 그 계는 다이너모 동작이 가능하거나 다이너모인 계이나, 자기장이 증가하지 않으면 계를 간단히 비 다이너모라고 이야기한다.
멤브레인 패러다임은 표면 근처의 물질을 다이너모 이론을 통해 표현할 수 있게 함으로서 블랙홀을 설명하는 방법이다.

### 위상학적 초대칭성 자연 붕괴로서의 다이너모 이론
운동학적 다이너모는 배경 물질의 흐름과 관련된 확률 미분 방정식의 위상학적 초대칭성 자연 붕괴로서 볼 수 있다. 추측 통계학의 초대칭성 이론 내에서, 이 초대칭성은 모든 추측 통계학 미분 방정식의 본질적인 속성으로, 시간의 지속적 흐름에 의한 이론의 위상 공간 연속성의 보존을 의미한다. 또한 이 초대칭성의 자연 붕괴는 결정론적 무질서의 개념에 대한 확률적인 일반화이다. 다시 말해, 운동학적 다이너모는 배경 물질의 기초적인 흐름에 대한 무질서의 징후라고 할 수 있다.

## 비선형 다이너모 이론
자기장이 유체의 운동에 영향을 줄 수 있을 만큼 강할 때, 운동학적 접근은 무효화된다. 이 경우 속도장은 로런츠 힘에 영향을 받기 때문에 유도 방정식은 더 이상 자기장에서 선형적이지 않게 된다. 대부분의 경우에서 이는 다이너모의 진폭을 감소시키며, 이러한 다이너모를 때로는 자기유체역학적 다이너모 라고 이야기하기도 한다. 실제로 천체 물리학 및 지구 물리학에서의 모든 다이너모는 자기유체역학적 다이너모를 의미한다.
수치적인 모델은 완전 비선형 다이너모를 시뮬레이션하는데 사용된다. 이 때에는 최소 5개의 방정식이 필요한데, 그 방정식들은 다음과 같다.
우선 맥스웰의 방정식은 다음과 같다.
{\displaystyle }
이 경우 보스네스크(Boussinesq) 근사가 종종 사용되며, 질량 보존을 위한 연속 방정식은 다음과 같다.
{\displaystyle }
또한 운동량 보존을 위한 나비에-스토커스 방정식은 다음과 같다.
{\displaystyle }
위 방정식에서 {\displaystyle } 운동학적 점도, {\displaystyle } 부력을 제공하는 밀도 섭동(이 때 열 대류에 대해서는 {\displaystyle }), {\displaystyle } 은 지구의 자전 속도, {\displaystyle } 은 전류 밀도이다.
마지막으로, 일반적으로 열(때로는 가벼운 원소 농도)의 수송 방정식은 다음과 같다.
{\displaystyle }
위 방정식에서 T 는 온도, {\displaystyle } 열 전도도 k, 열용량 {\displaystyle }, 밀도 {\displaystyle } 로서 나타내어지는 열 확산 계수이며, {\displaystyle } 선택적인 열원이다. 종종 압력은 유체 압력과 구심력이 제거된 동적 압력이다. 이 방정식들은 비차원적(non-dimensionalized)이며, 비차원적 변수들을 도입한다.
{\displaystyle }
위에서 Ra는 레일리 수, E는 에크만 수, Pr과 Pm은 각각 프랜드틀 수와 자기 프랜드틀 수를 의미하며, 자기장 스케일링은 종종 {\displaystyle }

## 수치적인 모델
지오다이너모에 관한 방정식은 해결하기가 매우 어려우며, 그 해결 방법은 현실에서 주로 컴퓨터 성능에 의해 제한된다. 수십 년 동안 이론가들은 유체의 운동이 미리 선택되고 자기장에 대한 영향이 계산되는, 위에서 설명했던 운동학적 다이너모 이론에만 국한되었다. 운동학적 다이너모 이론은 주로 다른 유동 기하 구조를 시도하여 다이너모를 유지할 수 있는지의 여부를 확인하는 문제였다.

유체 운동과 자기장을 결정하는 첫번째 자기 일관성 다이너모 이론은 1995년에 일본과 미국에서 각각 두 그룹에 의해 개발되었다. 미국에서 개발된 이론은 지자기 반전을 포함하여 지구의 일부 특성을 성공적으로 설명할 수 있었기 때문에 주목을 받았다.

## 같이 보기
- 안티다이나모 정리
- 회전 자계
- 영년 변화(Secular variation)